# Rich Kids of Beverly Hills
Rich Kids of Beverly Hills (cách điệu là #RichKids of Beverly Hills) là một loạt phim truyền hình thực tế của Mỹ được công chiếu trên E!, vào ngày 19 tháng 1 năm 2014. Loạt phim tập trung vào cuộc sống của một nhóm triệu phú và tỷ phú trẻ ở độ tuổi 20 (do thừa kế) và thể hiện cuộc sống của họ.

## Sản xuất và phát triển
Dorothy được tìm thấy trên Instagram bởi các giám đốc casting của chương trình. Cô ấy đã tham gia một cuộc phỏng vấn với công ty sản xuất và họ bảo cô ấy nên mời bạn bè của mình vào. Cô ấy giới thiệu Morgan Stewart và họ đã quay một đoạn băng phỏng vấn trên camera. Sáu tuần sau, chương trình được chiếu tại E!. Morgan cũng tiết lộ rằng vào ngày quay đầu tiên, cô và dàn diễn viên không nhận ra rằng có bao nhiêu công việc phải làm khi quay một chương trình thực tế. Cô ấy giải thích rằng sau tuần đầu tiên quay phim, cô ấy đã rất kiệt sức và cô ấy bị ốm trong suốt quá trình quay phần một vì cô ấy không có sức chịu đựng và chưa bao giờ phải làm việc chăm chỉ như vậy.
Chương trình được công chiếu vào ngày 19 tháng 1 năm 2014.
Vào ngày 26 tháng 3 năm 2014, có thông báo rằng chương trình đã được gia hạn cho mùa thứ hai, được công chiếu vào ngày 3 tháng 8 năm 2014.
Vào tháng 4 năm 2015, E! làm mới chương trình cho mùa thứ ba cùng với Taylor Ann Hasselhoff tham gia loạt phim. Phần thứ ba khởi chiếu vào ngày 24 tháng 5 năm 2015.
Vào tháng 12 năm 2015, đã có thông báo rằng E! đã làm mới chương trình cho mùa thứ tư được công chiếu vào ngày 1 tháng 5 năm 2016.
Vào năm 2016, Roxy Sowlaty cũng đã thông báo rằng sẽ không còn tham gia vào chương trình nữa.
Vào năm 2016, trên tài khoản Instagram của cô ấy đã thông báo rằng Bianca Espada sẽ tham gia chương trình. Morgan Stewart và Dorothy Wang cũng từng là Nhà sản xuất trong mùa thứ tư.
Sau khi quay xong phần 4, E! đã thông báo rằng dàn diễn viên EJ Johnson sẽ có phần quay của riêng mình mang tên EJNYC.
Vào ngày 3 tháng 11 năm 2016, đã có thông báo rằng chương trình cùng với EJNYC sẽ không quay trở lại.

## Diễn viên
Chương trình ban đầu tập trung vào Dorothy Wang, Morgan Stewart, Brendan Fitzpatrick, Jonny Drubel và Roxy Sowlaty. 
Ej Johnson đã xuất hiện trong phần 1 với tư cách khách mời và được thăng hạng lên nhân vật thường xuyên cho mùa thứ hai.
Taylor-Ann Hasselhoff được chọn làm nhân vật thường xuyên cho mùa thứ ba. Đây cũng là mùa giải cuối cùng của Sowlaty và Hasselhoff.
Bianca Espada đã được chọn làm nhân vật thường xuyên cho mùa thứ tư. Em gái của Ej là Elisa Johnson và bạn thân Drew Mac đã xuất hiện thường xuyên trong suốt mùa giải. Ngoài ra Mẹ của Morgan Susan và những người bạn Brendans là Saachi và Bobby cũng xuất hiện. Cựu ngôi sao của Shahs of Sunset, Lilly Ghalichi cũng xuất hiện với tư cách Khách mời.
Morgan Stewart và Brendan Fitzpatrick kết hôn trong phần cuối của chương trình. Vào tháng 8 năm 2019, họ đệ đơn ly hôn. 
| Diễn viên                | Phần 1         | Mùa 2          | Mùa 3          | Mùa 4          |
| ------------------------ | -------------- | -------------- | -------------- | -------------- |
| Morgan Stewart           | Nhân vật chính | Nhân vật chính | Nhân vật chính | Nhân vật chính |
| Dorothy Wang             | Nhân vật chính | Nhân vật chính | Nhân vật chính | Nhân vật chính |
| Roxy Sowlaty             | Nhân vật chính | Nhân vật chính | Nhân vật chính |                |
| Jonny Drubel             | Nhân vật chính | Nhân vật chính | Nhân vật chính | Nhân vật chính |
| Brendan Fitzpatrick      | Nhân vật chính | Nhân vật chính | Nhân vật chính | Nhân vật chính |
| EJ Johnson               | Định kỳ        | Nhân vật chính | Nhân vật chính | Nhân vật chính |
| Taylor-Ann Hasselhoff    |                |                | Nhân vật chính |                |
| Bianca Espada            |                |                |                | Nhân vật chính |
| Bạn bè của dàn diễn viên |                |                |                |                |
| Saachi                   | Bạn bè         | Bạn bè         | Bạn bè         | Khách mời      |
| Tara Sowlaty             | Khách mời      | Khách mời      | Khách mời      |                |
| Elisa Johnson            | Khách mời      | Khách mời      | Định kỳ        | Định kỳ        |
| Bobby Blair              |                |                | Định kỳ        | Khách mời      |
| Julien George            |                |                | Định kỳ        |                |
| Drew Mac                 |                |                | Khách mời      | Định kỳ        |
| Susan Stewart            | Khách mời      | Khách mời      | Khách mời      | Định kỳ        |

## Các tập

### Phần 1 (2014)
| TT. tổng thể | TT. trong mùa phim | Tiêu đề             | Ngày phát hành gốc  | Người xem tại U.S. (triệu) |
| ------------ | ------------------ | ------------------- | ------------------- | -------------------------- |
| 1            | 1                  | "#welcometoBH"      | 19 tháng 1 năm 2014 | 1.08                       |
| 2            | 2                  | "#mansionhunting"   | 20 tháng 1 năm 2014 | 0.91                       |
| 3            | 3                  | "#crazyincabo"      | 26 tháng 1 năm 2014 | N/A                        |
| 4            | 4                  | "#yachtlife"        | 9 tháng 2 năm 2014  | 0.93                       |
| 5            | 5                  | "#interiormotives"  | 16 tháng 2 năm 2014 | 1.12                       |
| 6            | 6                  | "#funemployed"      | 23 tháng 2 năm 2014 | 0.98                       |
| 7            | 7                  | "#BHgoesNYC"        | 9 tháng 3 năm 2014  | 1.06                       |
| 8            | 8                  | "#selfiesinthecity" | 16 tháng 3 năm 2014 | N/A                        |
| 9            | 9                  | "#VegasVIP"         | 23 tháng 3 năm 2014 | N/A                        |

### Phần 2 (2014)
| TT. tổng thể | TT. trong mùa phim | Tiêu đề                 | Ngày phát hành gốc  | Người xem tại U.S. (triệu) |
| ------------ | ------------------ | ----------------------- | ------------------- | -------------------------- |
| 10           | 1                  | "#RichKidsReturn"       | 3 tháng 8 năm 2014  | 1.07                       |
| 11           | 2                  | "#ChinaBound"           | 3 tháng 8 năm 2014  | 0.91                       |
| 12           | 3                  | "#ShanghaiShowdown"     | 10 tháng 8 năm 2014 | 0.87                       |
| 13           | 4                  | "#Instadrama"           | 17 tháng 8 năm 2014 | 1.25                       |
| 14           | 5                  | "#Baldeagle"            | 31 tháng 8 năm 2014 | TBA                        |
| 15           | 6                  | "#BabyWhisperer"        | 1 tháng 9 năm 2014  | TBA                        |
| 16           | 7                  | "#Pride&Prada"          | 7 tháng 9 năm 2014  | 0.71                       |
| 17           | 8                  | "#TroopBeverlyHills"    | 14 tháng 9 năm 2014 | TBA                        |
| 18           | 9                  | "#SurvivaloftheRichest" | 21 tháng 9 năm 2014 | TBA                        |
| 19           | 10                 | "#SurgerySelfie"        | 28 tháng 9 năm 2014 | TBA                        |

### Mùa 3 (2015)
| TT. tổng thể | TT. trong mùa phim | Tiêu đề           | Ngày phát hành gốc  |
| ------------ | ------------------ | ----------------- | ------------------- |
| 20           | 1                  | "#TextGate"       | 24 tháng 5 năm 2015 |
| 21           | 2                  | "#BahamaDrama"    | 31 tháng 5 năm 2015 |
| 22           | 3                  | "#RingOnIt"       | 7 tháng 6 năm 2015  |
| 23           | 4                  | "#NeverHaveIEver" | 14 tháng 6 năm 2015 |
| 24           | 5                  | "#BattleOfTheBod" | 21 tháng 6 năm 2015 |
| 25           | 6                  | "#HaterGonnaHate" | 28 tháng 6 năm 2015 |
| 26           | 7                  | "#LondonBound"    | 5 tháng 7 năm 2015  |
| 27           | 8                  | "#PartyCrasher"   | 12 tháng 7 năm 2015 |

### Phần 4 (2016)
| TT. tổng thể | TT. trong mùa phim | Tiêu đề                 | Ngày phát hành gốc  |
| ------------ | ------------------ | ----------------------- | ------------------- |
| 28           | 1                  | "#Bridezilla"           | 1 tháng 5 năm 2016  |
| 29           | 2                  | "#MaidofDishonor"       | 8 tháng 5 năm 2016  |
| 30           | 3                  | "#GossipGirl"           | 15 tháng 5 năm 2016 |
| 31           | 4                  | "#WakingUpInVegas"      | 22 tháng 5 năm 2016 |
| 32           | 5                  | "#SkeletonsInTheCloset" | 29 tháng 5 năm 2016 |
| 33           | 6                  | "#BadNewsBianca"        | 5 tháng 6 năm 2016  |
| 34           | 7                  | "#BacheloretteBlowUp"   | 12 tháng 6 năm 2016 |
| 35           | 8                  | "#RunawayBride"         | 19 tháng 6 năm 2016 |

## Spin-off
Vào ngày 19 tháng 6 năm 2016, EJNYC được công chiếu lần đầu trên đài truyền hình cáp E!. Buổi biểu diễn tập trung vào EJ Johnson và sự nghiệp thời trang của anh ấy ở thành phố New York và kéo dài một mùa.

## Tiếp nhận
Các đánh giá về chương trình phần lớn là tiêu cực và show này đã bị các nhà phê bình chỉ trích. Andy Swift của HollywoodLife.com đã viết rằng "nhược điểm lớn nhất của Rich Kids là nó biết nó nực cười đến mức nào. Các ngôi sao nhận thức rất rõ họ đang tham gia một chương trình và toàn bộ mọi thứ không thể nào trông như không sắp đặt hơn. Về cơ bản, nó thật thô thiển. "  Tracie Egan Morrissey của Jezebel.com đã viết "Tuy nhiên, cuối cùng thì những người này cũng nhàm chán như việc họ giàu có và không đáng xem trên truyền hình" và "không ai trong số những người trong chương trình dường như nhận ra rằng lời nói của họ có thể có bất kỳ ý nghĩa nào - có lẽ vì họ thường không nghĩ vậy. "  Viết cho The New York Times, Jon Caramanica viết "Chương trình được lấy cảm hứng từ Rich Kids of Instagram, một Tumblr dành cho những người trẻ tuổi nhẹ nhàng, và có thể nhẹ nhàng ghen tị, những người vui vẻ khoe sự giàu có của họ trên dịch vụ chia sẻ ảnh và video đó. Kết quả đây là một phim tài liệu của những người trẻ tự yêu mình không ngừng ghi chép lại bản thân họ. " 
Chương trình đã bị chỉ trích vì đề cao chủ nghĩa vật chất và các nhân vật sử dụng của cải mà họ không tự kiếm được.